# Białoruskie Radio Racja

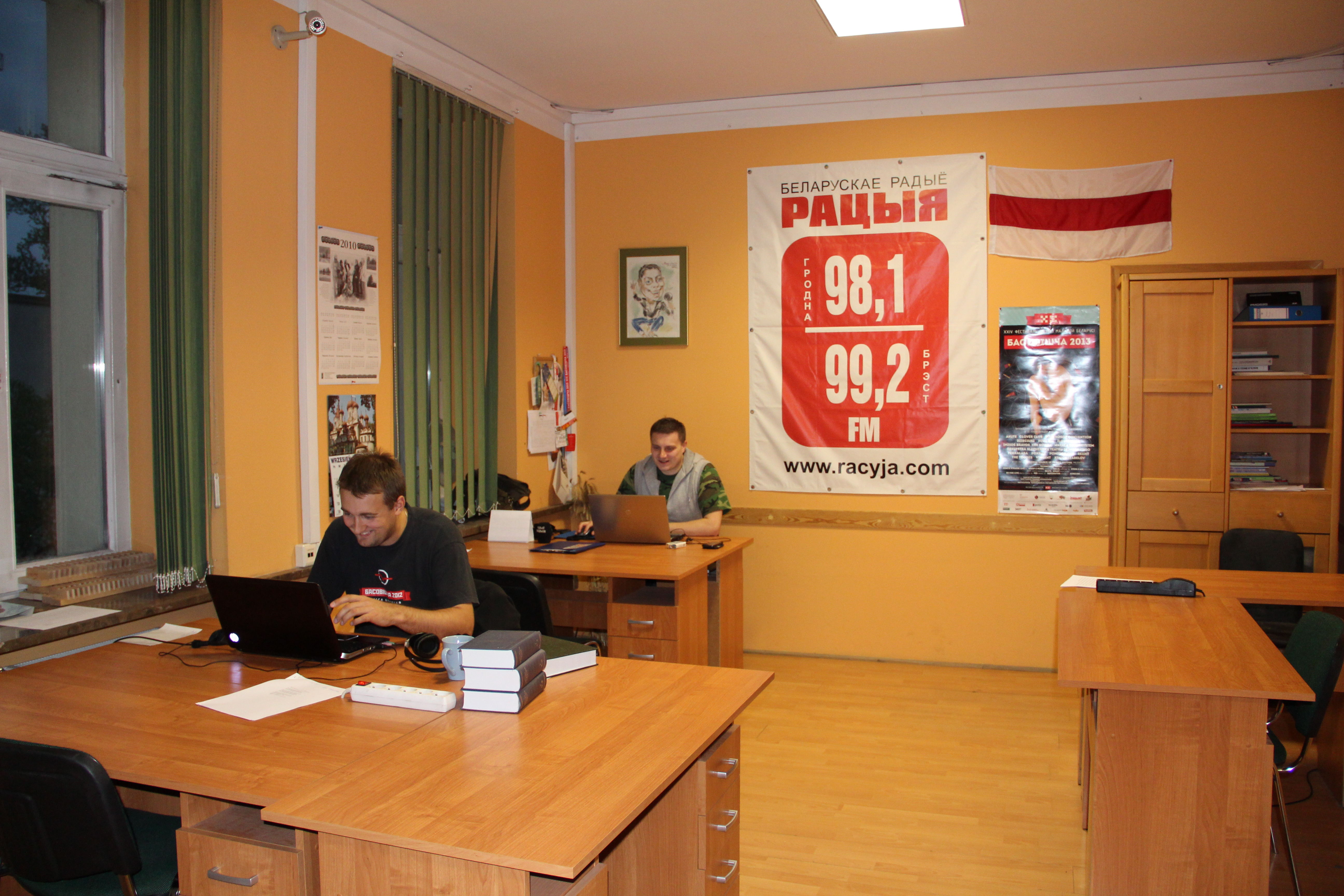
Wnętrze siedziby Radia Racja, wrzesień 2013 roku

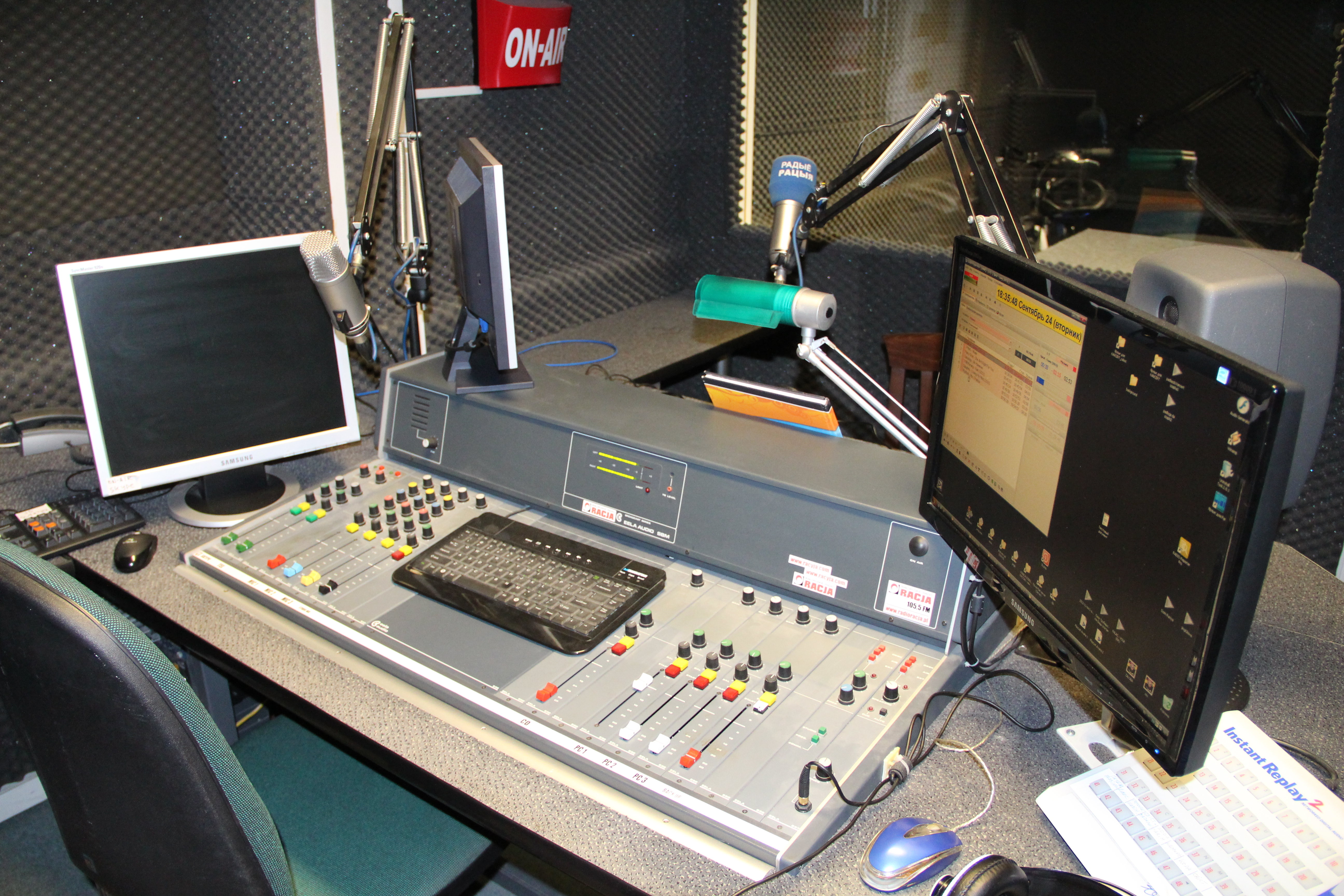
Studio Radia Racja, wrzesień 2013 roku

Białoruskie Radio Racja (biał. Беларускае Радыё Рацыя) – niepubliczna stacja z Białegostoku, nadająca programy w języku białoruskim.

## Historia
Plany stworzenia białoruskiej stacji w Polsce powstały w połowie lat 90. Ostatecznie udało się to w 1999 roku. Najpierw 3 listopada 1999 uruchomiony został nadajnik pracujący na falach średnich, następnie 29 grudnia 1999 o godzinie 16:00 – na falach UKF. Radio docierało do mieszkańców Białegostoku i okolic.
Program Radia Racja adresowany był do mieszkańców Białorusi oraz do mniejszości białoruskiej mieszkającej w Polsce. Na antenie w języku białoruskim pojawiały się informacje, publicystyka, wiadomości społeczno-kulturalne i muzyka. Stacja nadawała w Białymstoku na częstotliwości 105,5 MHz oraz przez kilka godzin dziennie na falach krótkich i średnich. Zaraz po uruchomieniu rozgłośni planowano zwiększenie zasięgu stacji na UKF poprzez uruchomienie sieci pokrywającej swym zasięgiem Podlasie.
Radio Racja, przestało nadawać w październiku 2002 roku, z powodu braku środków finansowych na dalszą działalność.
Zostało reaktywowane przez część byłych dziennikarzy radia i ponownie zaczęło nadawać 22 lutego 2006 roku. Jest finansowane ze środków polskiego Ministerstwa Spraw Zagranicznych. Inna część byłych dziennikarzy jest włączona w projekt Europejskie Radio dla Białorusi. 
Nadaje na falach ultrakrótkich (dla mieszkańców przygranicznych obszarów Białorusi i dla mniejszości białoruskiej w Polsce) oraz przez internet i aplikację mobilną.
W listopadzie 2009 Radio Racja rozpoczęło nadawanie z Białej Podlaskiej. Objęło w ten sposób swoim zasięgiem Brześć.
Dostęp do strony internetowej rozgłośni radiowej na Białorusi jest zablokowany od września 2021 roku. W październiku 2023 roku białoruski sąd uznał kanał radiowy Telegram i jego stronę na Facebooku za ekstremistyczne, podobnie jak ich logo. W styczniu 2024 roku KGB uznało radio za grupę ekstremistyczną.

## Częstotliwości
- 19:00-19:30 103,80 MHz Litwa
- 24 h 98,10 MHz Białystok, Polska
- 99,2 Biała Podlaska, Polska